# Hysterocrates spellenbergi
Hysterocrates spellenbergi é uma espécie de aranha pertencente à família Theraphosidae (tarântulas).